# Tarajoq
Die Tarajoq ist ein Fischereiforschungsschiff des grönländischen Instituts Grønlands Naturinstitut in Nuuk.

## Geschichte
Das Schiff des Typs ST-336 wurde vom norwegischen Schiffsarchitekturbüro Skipsteknisk in Ålesund entworfen. Es ist als Heckfänger konzipiert. Das im Februar 2019 bestellte Schiff wurde unter der Baunummer 413 auf der spanischen Werft Astilleros Balenciaga in Zumaia gebaut. Die Kiellegung fand am 25. Oktober 2019, der Stapellauf am 18. September 2020 statt. Die Fertigstellung des Schiffes erfolgte am 21. Oktober 2021. Es wurde im November 2021 an das Grønlands Naturinstitut abgeliefert. Die Baukosten des Schiffs beliefen sich auf 235 Mio. dänische Kronen.
Die Tarajoq ersetzte die 2018 außer Dienst gestellte Pâmiut. Der Name bedeutet „Salz“, historisch aber auch „Meer“ (die in Kanada und Alaska lebenden Inuit benutzen das Wort heute noch in dieser Bedeutung).

## Technische Daten und Ausstattung
Das Schiff wird von einem Viertakt-Achtzylinder-Dieselmotor des Typs MAN 8L27/38 mit 2920 kW Leistung angetrieben. Der Motor wirkt über ein Untersetzungsgetriebe auf einen Verstellpropeller. Für die Stromerzeugung stehen ein von der Hauptmaschine angetriebener Wellengenerator sowie zwei MAN-Dieselmotoren der Typen MAN 12V175D mit 1800 kW und MAN D2862 mit 760 kW Leistung angetriebene Generatoren zur Verfügung. Weiterhin wurde ein von einem Deutz-Dieselmotor mit 99 kW Leistung angetriebener Notgenerator verbaut. Die Motoren sind mit SCR-Katalysatoren zur Abgasnachbehandlung ausgerüstet.
Das Schiff kann über den Wellengenerator auch dieselelektrisch angetrieben werden. Hierbei entsteht weniger Unterwasserlärm, was für bestimmte Forschungsarbeiten von Vorteil ist. Die Generatorsätze sind dafür elastisch gelagert, um im Betrieb möglichst wenig Vibrationen auf den Schiffsrumpf zu übertragen.
Das Schiff ist mit je einem elektrisch angetriebenen Bug- und Heckstrahlruder ausgestattet. Das Bugstrahlruder kann ausgefahren und dann als Propellergondel gedreht werden.
Das Schiff ist mit verschiedenem Forschungsgerät ausgerüstet. Akustische Anlagen sind unter anderem in einem unter dem Rumpf ausfahrbaren Instrumentenhalter verbaut. Das Schiff ist mit einem Heckgalgen und weiteren Hebewerkzeugen ausgerüstet, darunter auch ein Kran im Achterschiffsbereich und ein Kran auf der Back. Für den Fischfang und das Schleppen von Forschungsgeräten stehen verschiedene Winden zur Verfügung.
Die Decksaufbauten befinden sich in der vorderen Hälfte des Schiffes. Sie sind dabei auch in den für Offshore-Fahrzeuge typischen, hochgezogenen Vorschiffsbereich integriert. Die Brücke befindet sich im hinteren Bereich der Decksaufbauten. Sie ist vollständig geschlossen. Zur besseren Übersicht beim Navigieren in engen Fahrwassern und bei Forschungsfahrten geht die Brücke etwas über die Schiffsbreite hinaus. Oberhalb der Brücke befindet sich ein geschlossener Ausguck für die Beobachtung von Meeressäugern und -vögeln. Für die Forschung stehen mehrere Labore zur Verfügung. Hinter den Decksaufbauten befindet sich ein offenes Arbeitsdeck.
An Bord ist Platz für insgesamt 32 Personen. Neben der Forschung wird das Schiff auch für die Ausbildung von Wissenschaftlern und Studenten genutzt.
Der Rumpf des Schiffes ist eisverstärkt (Eisklasse 1B).